# Parque nacional Udawalawe
El Parque nacional Uda Walawe es un importante parque nacional en el sur de Sri Lanka. La reserva abarca 306 km², y fue establecida en 1972 para los pantanos Uda Walawe. El parque es enteramente campo abierto, con tecas en la orilla de los ríos.
Esta reserva posee unos 400 elefantes asiáticos, los cuales son relativamente fáciles de observar al aire libre. En Uda Walawe también se encuentran aproximadamente una decena de leopardos, aunque, ver estos cárnivoros nocturnos no es fácil.
Hay un gran número de cocodrilos, chacales dorados, búfalos indios y ciertas especies de primates, entre otros grandes animales.
Las abiertas llanuras atraen aves de presa, como águilas, mientras que en los pantanos se suelen encontrar cigüeñas y otras aves zancudas.
Entre las aves terrestres que habitan en el parque, los más comunes son los pavos reales, clamator jacobinus, Coracias benghalensis y otros. 

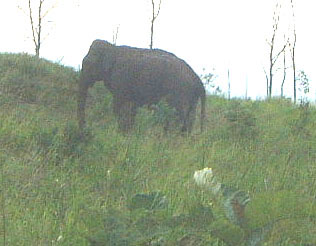
Elefantes asiáticos
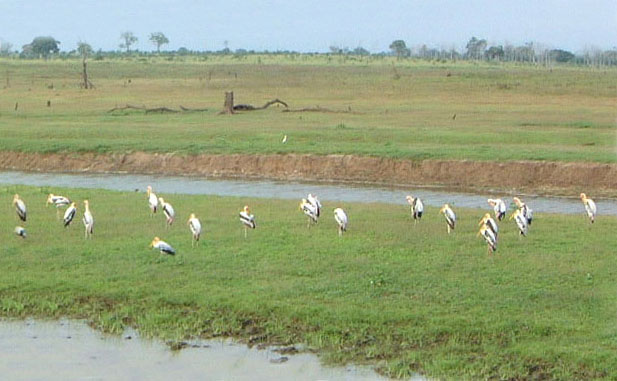
Cigüeñas

- Datos: Q131875
- Multimedia: Uda Walawe National Park / Q131875